# Hércules Florence

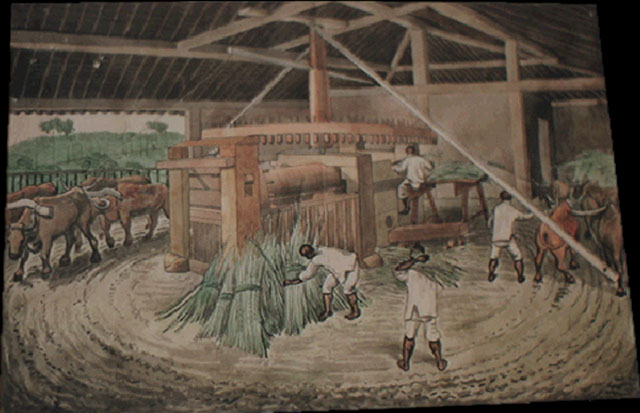
Mlýn na cukrovou třtinu, São Carlos, 1840

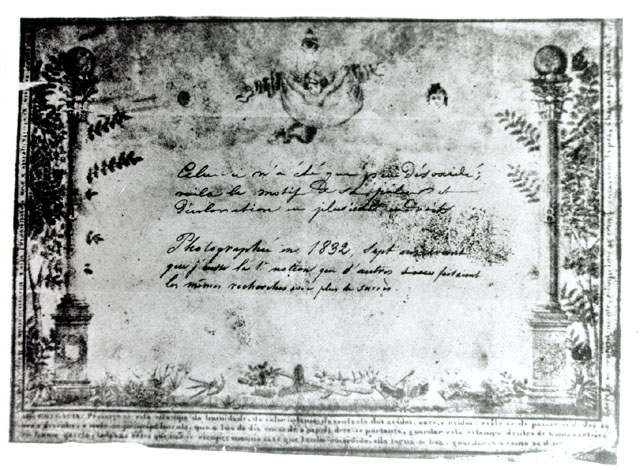
První fotokopie diplomu, zhotovená Florenceovou fotografickou metodou, cca 1839

Antoine Hercule Romuald Florence [ántoan erkyl floráns] (28. února 1804 Nice – 27. března 1879 Campinas) byl francouzsko-brazilský malíř a vynálezce, známý také jako osamocený inovátor fotografie v Brazílii. Je považován za jednoho z otců fotografie spolu s Nicéphore Niépcee, Louisem Daguerrem, Williamem Foxem Talbotem a Hippolytem Bayardem.
Tři roky před Daguerrem a šest let po Niépcovi použil technologii negativ–pozitiv, která se používá dodnes.

## Život a dílo
Hercules Florence se narodil roku 1804 ve francouzském městě Nice jako syn výběrčího daní Arnauda Florence (1749–1807) a nižší šlechtičny Augustiny de Vignolis.
Čelil ekonomickým problémům, především kvůli vysokému počtu dětí. Ve snaze získat peníze rychle s pomocí camery obscury rozmnožoval dokumenty, jako například texty, diplomy či nálepky. K zachycení obrazu používal jako médium papír, který dostatečně zcitlivěl dusičnanem stříbrným. Používal také skleněné desky potřené emulzí.
V jeho objevech však nepokračoval nikdo z jiných výzkumných pracovníků, takže byly odsouzeny k zapomnění. V roce 1976 se o Hércula Florence zajímal ve své výzkumné práci Boris Kossoy.

## Spor o fotografii
V roce 1833 vynalezl Florence chemický proces, který dodatečně pojmenoval jako photographie. Toto slovo je zapsáno v jeho deníku na stránce s datem 15. ledna 1833. Některé zdroje uvádějí, že pojem „photographie“ poprvé použil v roce 1834, což by bylo o pět let dříve než Angličan John Herschel. Informace se však opírá výhradně o výzkum Borise Kossoye ze 70. let 20. století, který tuto informaci pravděpodobně falšoval.
V korespondenci z let 1993–1994 mezi francouzským historikem fotografie Pierreem Harmantem (1921–1995) a anglickým historikem fotografie R. Derekem Woodem vyplývají zásadní fakta. Oba odborníci diskutují nad deníkem, ve kterém Florence údajně uvedl první zmínku o photographii.
1. Slovo photographia bylo navrženo Florencovi v roce 1832 botanikem a lékárníkem jménem J. Correa de Mello (1816–1877), kterému by bylo v té době 16 let (což je podle autora dopisu Wooda nepravděpodobné).[6]
2. Na titulní straně deníku je rok 1839.[7]
3. Údaje napsané v horní části stránky jsou psány jiným inkoustem, než ostatní text. Tedy to vypadá, že jsou dodatečně dopisovány, a slovo photographia tudíž nemusí pocházet z roku 1833, ale pozdějšího.[8]
4. V korespondenci je naznačováno, že Florence v roce 1840 přiznal, že zaměnil polygrafii, kterou podle svých slov vynalezl, za fotografii, na které nemá žádný podíl.[9]
5. Korespondence končí tvrzením, že Pierre Hartman na toto téma diskutoval s Borisem Kossoyem, ale nedostal od něj uspokojující odpovědi.[10]